# Whoami
whoami — команда Unix и UNIX-подобных операционных систем, а также Windows Vista, Windows 7, Windows 8, Windows Server 2003 и Windows Server 2008. Команда выводит имя пользователя, ассоциированное с текущим эффективным идентификатором пользователя. В некоторых дистрибутивах на неё имеется псевдоним who am i.
Наиболее ранняя версия была создана в 2.9BSD, как более удобная форма who am i, BSD команда who печатала имя залогиненного пользователя. GNU-версия была написана Ричардом Млынариком, и является частью GNU Core Utilities (coreutils).
Пример использования:
```
[17:53] root@hemlock:~# whoami
root
```

Команда whoami присутствует так же в Windows, начиная с Windows 2000 Resource Kit и Windows XP SP2 Support Tools.